# Hinterländer Platt

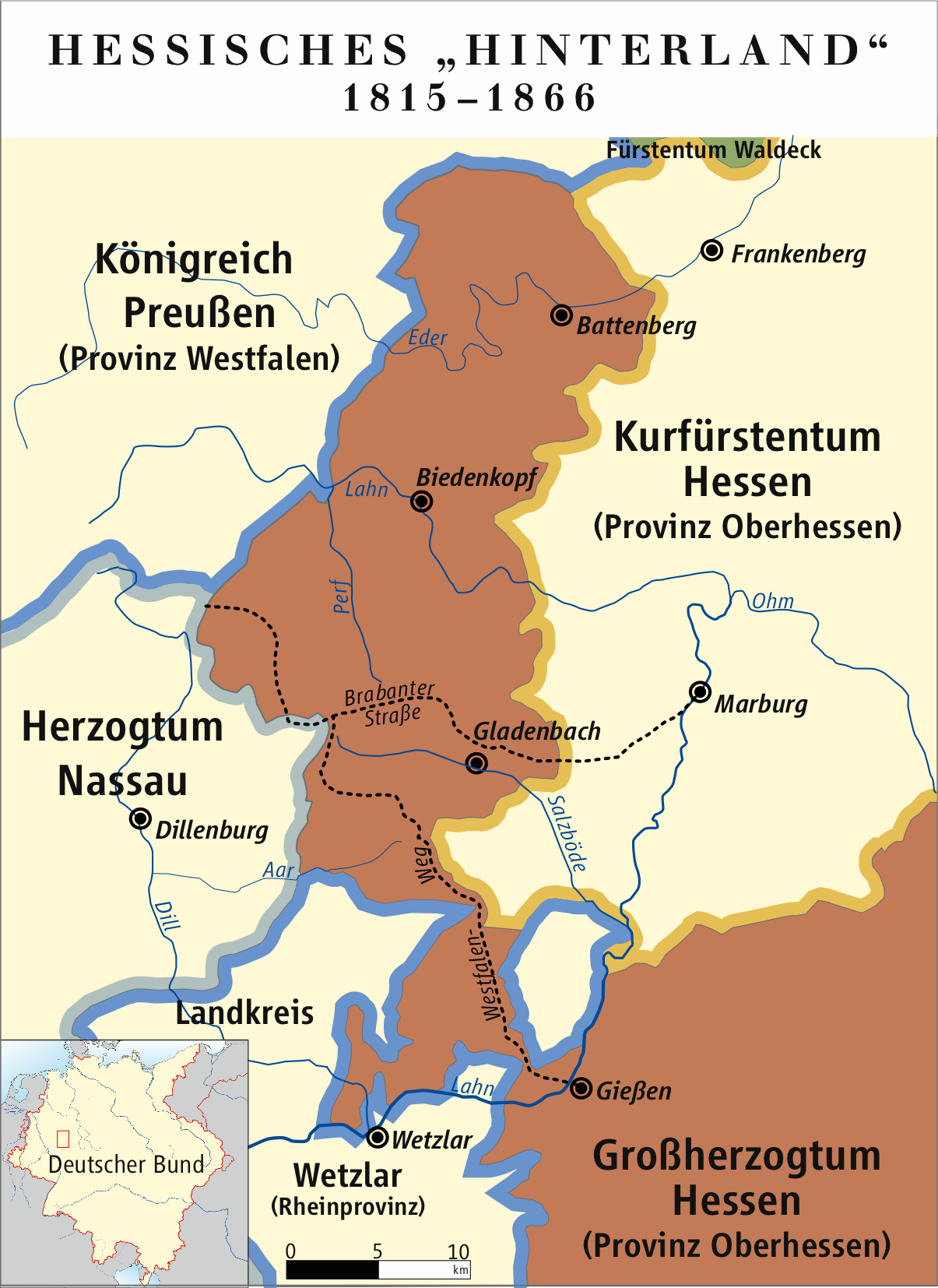
Das Hessische Hinterland im Großherzogtum Hessen

Das Hinterländer Platt ist ein oberhessischer Dialekt, der im Hessischen Hinterland gesprochen wird. Er gehört zu den westmitteldeutschen Mundarten. Das Hinterland ist sprachlich ein typisches Mischgebiet. Es bildet eine Brücke zwischen dem mittelhessischen wie rheinfränkischen Süden sowie dem niederhessischen und niederdeutschen Norden. „Platt“ – umgangssprachlich für „Mundart, Dialekt“ – ist in begrifflicher Hinsicht nicht mit dem niederdeutschen Platt (siehe Plattdeutsch) zu verwechseln.

## Entwicklung und Einordnung
Das Hinterländer Platt in seinen unterschiedlichen Lautgestalten und differenzierten Formen zählt sprachgeschichtlich in Mittelhessen (siehe Mittelhessische Dialekte) zu den „altertümlichen“ Mundarten, deren Strukturen aus dem Althochdeutschen ableitbar sind und deren aktuelle Lautsysteme mit dem Mittelhochdeutschen korrespondieren.

### Mundartscheiden, Dialektregionen
Durch generationenlanges Ineinanderheiraten in den kleinräumigen Talschaften, Gerichtsbezirken und Kirchspielen entwickelte sich für nahezu jedes dieser Gebiete auch eine eigene lokale Varietät des Hinterländer Platts, so dass ein Einheimischer jeden Sprechenden nach seinem Dialekt (Ortsdialekt) seinem Heimatort zuordnen konnte. Dementsprechend sind die Mundartscheiden im Wesentlichen deckungsgleich mit der historischen Gliederung in Ämter, Gerichtsbezirke und Kirchenspiele. Trotz dieser sprachlichen Differenzierungen sind die Gemeinsamkeiten zwischen den verschiedenen Varietäten dennoch größer als die Unterschiede.
Wichtige Sprachscheiden verlaufen nach Hans Friebertshäuser zwischen:
- Berghofen (Battenberg) und Laisa,
- Hatzfeld und Weifenbach,
- Wolzhausen-Quotshausen und Wolfgruben-Dautphe-Silberg,
- Quotshausen und Niedereisenhausen,
- Niederhörlen-Oberhörlen und Niedereisenhausen-Gönnern,
- Oberhörlen und Simmersbach,
- Elmshausen und Damshausen,
- Weidenhausen und Günterod
- Weidenhausen und Oberweidbach
- Das obere Aar (Dill)-Tal mit Oberweidbach, Niederweidbach und Bischoffen gehört zu einem größeren südlichen Dialekt-Gebiet, in das Einflussgebiet der mittleren Lahn (ehem. Grafschaft Solms).

Innerhalb dieser Hauptlinien/Gebiete existieren kleinere Sprachlandschaften um:
- Bromskirchen, Dodenau, Battenfeld mit seinen Kirchspielorten, Battenberg mit Holzhausen, sowie
- Dautphe mit Unterabteilungen in Eifa-Dexbach-Engelbach und Biedenkopf.
- Das Perfgebiet zeigt eine deutliche Trennung des Breidenbacher Kirchspiels vom südlichen Gebiet Obereisenhausen-Gönnern-Frechenhausen-Lixfeld, das Bottenhorn mit einbezieht; Simmersbach hebt sich jedoch von diesem Gebiet ab.
- Bottenhorn nimmt innerhalb der Gemeinde Bad Endbach eine Sonderstellung ein, da sich die dort gesprochene Mundart stark von der in den übrigen Ortschaften der Gemeinde abhebt, eher dem oberen Perfgebiet zugehörig.
- Das obere Salzbödegebiet ist aufgeteilt zwischen den beiden ehemaligen Kirchspielen Hartenrod und Gladenbach, was auch der Aufteilung in Obergericht (heute Gemeinde Bad Endbach) und Untergericht (heute Stadt Gladenbach) des früheren Amtes Blankenstein entspricht. Diese Grenze gliedert zwei Bezirke mit gleich starkem sprachlichen Selbstbewusstsein voneinander ab.

Selbst innerhalb der kleinräumigen Sprachlandschaften gibt es bei der Aussprache einzelner Worte von Ort zu Ort (Ortsdialekt) oft deutliche Unterschiede. Das Vielerlei im Wechsel der Vokale, im Gebrauch oder Wegfall der Konsonanten z. B. bei Vor- und Nachsilben machen fast jeden Ort zu einer kleinen Sprachinsel.
Gegen Westen, gegen das benachbarte „Nassauische“ (Dialekt im ehemaligen Dillkreis) und gegen das nördliche Wittgensteiner Platt bestehen feste und deutliche Mundartscheiden.

### Stellenwert des Hochdeutschen
Neben dem Dialekt (Platt) war und ist auch das Hochdeutsche weit verbreitet. Der Grund hierfür war, dass seit Anfang des 19. Jahrhunderts eine große Anzahl der männlichen Bewohner als Wander- bzw. Saisonarbeiter über die Wetterau bis nach Worms, Speyer, Heidelberg und die Pfalz oder in das Bergische bzw. Jülicher Land gingen. Auch mussten nach 1866 viele junge Hinterländer ihren Militärdienst (2 bzw. 3 Jahre) in preußischen Kasernen, insbesondere in Berlin ableisten.
Ab dem zweiten Drittel des 19. Jahrhunderts bis zum Zweiten Weltkrieg arbeiteten sehr viele Männer als Bauhandwerker (meist Maurer) bevorzugt im Siegerland oder im Ruhrgebiet. Besonders ausgeprägt war dies in den westlich gelegenen Dörfern des Hinterlandes, in denen die Erbsitte der Realteilung üblich war. Dadurch wurden die zur Verfügung stehenden landwirtschaftlichen Flächen pro Familie immer kleiner, so dass ohne Zuerwerb die Familien nicht ernährt werden konnten. Als zusätzlicher Nebenerwerb für die jungen unverheirateten Frauen verblieben nur der Dienst als Magd bei Bauern (u. a. in der Wetterau) oder als Hausmädchen in den Städten.
Erst nachdem die neuen Nebenlinien der Eisenbahnen im Hinterland fertig gestellt waren, kamen die „Pendler“ ein- max. zweimal im Monat am Wochenende nach Hause; zuvor blieben sie manchmal mehrere Wochen lang weg oder kamen nur zur Erntezeit und im Spätherbst vor Wintereinbruch zurück. Den Heimatdialekt legten sie während der Arbeitswochen ab.
Als Folge dieser Wanderbewegungen brachten sie neue sprachliche Elemente mit, die in die Hinterländer Dialekte einflossen und integriert wurden.
Bilingual, Dialekt und Hochdeutsch
Hinzu kam, dass Preußen, zu dem das Hinterland ab 1866 gehörte, 1867 eine Elementarschulreform durchführte. Dabei wurde (im Gegensatz zu den Volksschulen in Sachsen, Bayern, Pfalz (Region), Württemberg oder Baden (Land)) in den Schulen auf korrekte hochdeutsche Sprache geachtet und Hochdeutsch wie eine Fremdsprache unterrichtet. Die Kinder wuchsen quasi zweisprachig (bilingual) auf mit Dialekt und Hochdeutsch, was dazu befähigte während eines Gesprächs problemlos vom Dialekt in Hochdeutsch zu wechseln und umgekehrt. Im späteren Berufsleben war das von großem Vorteil, auch beim Erlernen von Fremdsprachen.
Ortsdialekte verändern sich durch Mittelpunktschulen zur dialektgefärbten Regionalsprache
Die Verbreitung der Hinterländer Ortsdialekte veränderte sich nach dem Zweiten Weltkrieg stark. Der soziale und kulturelle Wandel sowie der wirtschaftliche Aufschwung in den 1950er und 1960er Jahren sorgten für erhebliche Veränderungen der Lebens- und Arbeitswelten der dörflichen Kultur, den sogenannten Verlust des „Arbeitsplatzes Dorf“. Hierdurch sowie durch die Gebietsreform in Hessen und die Einführung von Mittelpunktschulen gingen die ortsspezifischen Ausprägungen der Dialekte im öffentlichen Leben weitgehend verloren, so dass man dort außerhalb der Mittelpunktschulen und in ihrem Umfeld nunmehr untereinander eine neue, dialektgefärbte „Klein-Regionalsprache“ (Regiolekt) spricht. Die örtlichen Basis-Dialekte werden nur noch von älteren Einwohner/-innen gesprochen und nicht mehr ausreichend weitergegeben; ein Generationenproblem.

### Erhalt und Pflege
Der Dialekt ist die Urform der Sprache und hat eine hohe Bedeutung für die Identität. Zunehmend beginnen regionale und lokale Kultur- und Geschichtsvereine – inzwischen auch Sprachforscher an Universitäten – sich mit der Dokumentation, dem Erhalt und der Pflege des örtlichen Dialekts zu befassen. Hierzu gründen sich vermehrt Dialekt- und Fördervereine wie der „Verein zur Erhaltung der Mittelhessischen Mundart und Kultur“ und besonders der Verein Dialekt im Hinterland e. V. und andere.
In weiteren Bereichen des öffentlichen Lebens wird dem Erhalt des Dialekts zunehmend Bedeutung beigemessen. Anlässlich des im Herbst 2012 hessenweit veranstalteten „Tages der Justiz“ stellten Laienschauspieler aus verschiedenen Gemeinden des Hinterlandes im Amtsgericht Biedenkopf erstmals eine Gerichtsverhandlung auf Hinterländer Platt nach.
Unter dem Motto „Ich sag’s hessisch“ wurde 1982 ein landesweiter Dialektwettbewerb veranstaltet. Dieser wurde von den hessischen Sparkassen, der Landesbausparkasse und der Hessen-Nassauischen Versicherung in Zusammenarbeit mit dem „Hessen-Nassauischen Wörterbuch“ im „Forschungsinstitut für deutsche Sprache“ (Deutscher Sprachatlas) an der Universität Marburg durchgeführt. Circa 1500 Beiträge aus über 70 hessischen Orten wurden eingesandt.
Musikstücke im „Hinterländer Platt“
Zum Gewinner wurde von der Jury die zu diesem Zweck neu gegründete Angelburger Mundartgruppe „Odermennig“ um Kurt W. Sänger und Reiner Lenz gekürt. Als Sieger bekamen sie die Möglichkeit, eine Schallplatte ihrer Werke aufzunehmen. Diese LP mit dem Titel „Gemorje Hinnerlaand – Lieder, Lyrik & Burlesken in mittelhessischer Mundart“ wurde im Februar 1984 in limitierter Auflage veröffentlicht, zumeist über die Filialen der Sparkassen vertrieben und war schnell vergriffen. 2013 gestatteten die Autoren die Veröffentlichung ihrer ersten und einzigen Schallplatte in digitaler Form und zum Download der 17 Stücke sowie des LP-Covers. In dieser Form ist kein vergleichbares Beispiel von Musikstücken im „Hinterländer Platt“ aus den 1980er Jahren erhalten.
Studienseminar „Gesprochenes Deutsch im ländlichen Raum“ und Tondokumente aus 14 Orten mit heimischem Dialekt
Beispielhaft für weitere Anstrengungen um die Dialektpflege ist der Verein „Dialekt im Hinterland e. V.“ zu nennen, dessen Mitglieder innerhalb eines Zeitraums von zehn Jahren bis 2011 das Projekt „Dialekt im Hinterland“ durchführten. Es umfasste anfangs ein Studienseminar „Gesprochenes Deutsch im ländlichen Raum“. Hierzu kooperierte der Verein mit den Sprachwissenschaftlern der Philipps-Universität Marburg und deren Professor Heinrich J. Dingeldein. Anschließend entschloss sich der Verein, den aktuell gesprochenen Dialekt vor Ort in den Dörfern des Hessischen Hinterlands aufzunehmen und als Tondokument auf CD zu veröffentlichen. Schließlich entstanden so in gemeinsamer Arbeit von Studenten und Vereinsmitgliedern zwölf CDs mit heimischem Platt aus 14 Orten.
Sprechendes Plakat „Hinterländer Mundart“
Der Verein Dialekt im Hinterland e. V. hat 2014 außerdem ein Plakat mit dem Titel „Hinterländer Mundart“ herausgegeben, das 163 Wörter und Begriffe umfasst und in dem alle Orte des ehemaligen Altkreis Biedenkopf vertreten sind. Das Plakat hat sehr großen Anklang gefunden und musste nachgedruckt werden. Auf der Website des Vereins kann das Plakat seit 2023 außerdem digital abgerufen und die Begriffe und Redensarten abgehört werden.

## Sprachliche Besonderheiten

### Phonologie
Ganz deutlich bevorzugt das sprachliche Betonungsmuster die Betonung auf der ersten Silbe. Das unverschobene ‚p‘ (pond „Pfund“) verbindet den Dialekt mit dem Norden. Stimmlos ist das ‚s‘; das ‚r‘ wird als retroflexes Zungen-r gesprochen. Bei der Beugung und der Nennform des Tätigkeitswortes und der Beugung des Eigenschaftswortes fällt das ‚n‘ weg (rufe statt rufen, die alte Leut statt die alten Leute). Dies und die Aussprache des ‚g‘ als ‚j‘ oder ‚ch‘ (Berg, Berge > Berch, Berje) sind auch in das Hinterländer-Hochdeutsch übernommen worden. Zu den weiteren Eigenheiten gehört der Wandel der stimmlosen Laute ‚k‘, ‚p‘ und ‚t‘ zu stimmhaften ‚g‘, ‚b‘ und ‚d‘ (backen > bagge, passen > basse, Tür > Dear), sowie das Verschleifen des ‚r‘ zu ‚a‘ vor allem in der Endung (Männer > Menna, Wetter > Wearra, Wetterau > Wearrera > Werrerää)
, vor allem nördlich einer Linie Bottenhorn/Holzhausen, südlich davon wird das ‚r‘ noch ausgesprochen.
Besonders auffällig sind die sogenannten „gestürzten Diphthonge“: Die mittelhochdeutschen fallenden Zwielaute ie, üe, und uo erscheinen als steigende Zwielaute äi, oi, ou und oa: lieb > läib; müde > moid, moi, moire; gut > geod; Bruder > Brourer, Breorer, Bröurer; Gras > Groas; das > doas.

### Grammatik
Das Hinterländer Platt weicht in der Verwendung einiger Präpositionen vom Hochdeutschen ab. Typisch ist, dass man anstatt „zu mir hin“ „baij maich baij“ sagt oder statt „komm zu mir“ „komm baij maich“. Baij bedeutet sowohl „bei“, als auch „zu“, „hin“. Auch in der Gegenwartsform gibt es eine Besonderheit, man sagt z. B. nicht „Er mäht Gras.“ sondern „He deod Groas mehe.“ („Er tut Gras mähen.“) oder „Die Mutter kocht.“ sondern „Die Mudder deod koche.“ („Die Mutter tut kochen“). Wie im rheinischen Dialekt sagt man anstatt zu auch werre > „wider“: Säd der werre maich... „Sagte der zu mir...“. Eine Besonderheit ergibt sich auch bei der Frage: „Bist Du zu Hause?“, die im Hinterland lautet: „Saisd Du dehheem?“ („Seiest Du daheim?“). Auch geht man „de Berg nabb“ (runter) und „de Berg noff“ (rauf); ferner geht man „rewwer“ (rüber).
Bei „unter“ und „über“ hat sich eine mittelalterliche Ausdrucksweise erhalten. In einer Urkunde aus dem Jahr 1499 steht z. B. „... uff der schmytten bunder (> unter) (Ortsname)“. Heute noch sagt man „binner“ wenn man einen Ort unterhalb des Dorfes beschreiben will, heißt es „... binnerem Derf“, meint man oberhalb, heißt es „... bewwerem Derf“.
Ferner besteht die Angewohnheit, Verben die Vorsilbe ge- voranzustellen: Aich kaa nidd geläfe. > „Ich kann nicht laufen.“, Kaasd Du nidd geschwaije? > „Kannst Du nicht schweigen?“, Kaasd Du mir mol gehälfe? > „Kannst Du mir mal helfen?“, Doas kaa aich D’r owwer gesah! > „Das kann ich Dir aber sagen!“, u. ä.
Eine weitere Besonderheit ist auch die Flexion des Zahlwortes „zwei“ nach den drei grammatischen Geschlechtern des Substantivs: zwie vor maskulinen, zwu vor femininen und zwä vor sächlichen Substantiven (vgl. veraltetes Standarddeutsch zween vor maskulinen, zwo vor femininen und zwei vor sächlichen Substantiven).
Beispiele:
Maskulin:
zwie Menner („zwei Männer“), zwie Korrer („zwei Kater“), zwie Äbbel („zwei Äpfel“), zwie Goil („zwei Gäule“)
Feminin:
zwu Fräe („zwei Frauen“), zwu Katze („zwei Katzen“), zwu Weschde („zwei Würste“), zwu Koih („zwei Kühe“)
Sachlich:
zwä Kenn („zwei Kinder“), zwä Kätzercher („zwei Kätzchen“), zwä Ajer („zwei Eier“), zwä Huinger („zwei Hühner“)

### Wortschatz und Pragmatik
Die Wahl der Anredeform ist im Wesentlichen von der sozialen Stellung und dem Alter des Gesprächspartners abhängig. Während das Du für Gleichaltrige immer schon geläufig war, wurden Angehörige von vorhergehenden Generationen früher mit Ihr angesprochen („Ihrzen“). Als Regel galt, die oder der Anzusprechende hätte dem geschätzten Alter nach Mutter oder Vater sein können. Mit Beginn der 1950er Jahre wird auch hier das Duzen gebräuchlicher.
Während Dialektsprecher ebenfalls generell mit du angesprochen werden, war früher das Ihr auch für sozial Höhergestellte und Ortsfremde die geläufige Anredeform. Für diesen Personenkreis setzte sich aber immer mehr das Siezen durch. Die sich im Dialekt noch spiegelnde soziale und politische „Rangordnung“ (Soziale Schicht) des 19. Jahrhunderts wurde aufgegeben: Ihr het (>hot) häi näad (>naut) mi (>mäi >me) ze sa! „Sie haben hier nichts mehr zu sagen!“
Kinder sprachen ehemals ihre Eltern mit Mudder, Moire oder Mamme und Vadder oder Fodda, deren Geschwister und Ehepartner mit Goode, Gell, Gull oder Gerrel und Pädder an. Nach dem Ersten Weltkrieg setzte sich aber zunehmend die heutige, wenn auch ältere Anrede Mamme und Babbe und für die Geschwister der Eltern und deren Ehepartner Dande und Onkel durch. Die Großeltern heißen Oma und Oba, früher nannte man sie Ellermudder (Elternmutter) oder Eller und Ellervadder (Elternvater). Der Schwiegersohn war der Äre und die Schwiegertochter das Schnerrche. Ältere unverheiratete Frauen und Männer, die oft in der Familie ihrer nächsten Verwandten lebten, wurden auch von nicht verwandten Kindern mit Goode oder Gell (Patentante) und Pädder (Patenonkel) angesprochen. Wenn man sie benennen wollte, wurde der Hausname der Familie vorangestellt, z. B. Hannorms Pädder oder Schmidde Good.
Hausnamen
Hausnamen sind Ortsnamen und noch allgemein in Gebrauch. Der Hausname benennt ein einzelnes Anwesen/Wohnhaus/Gehöft einschließlich aller dort stehenden Gebäude; er ist ein zweiter, nicht schriftlicher Familienname, der nur im örtlichen Dialekt eingesetzt und gesprochen wird. Mit dem Hausnamen werden alle in diesem Anwesen beheimateten Bewohner belegt. Will man jemand bestimmtes im Dorf besuchen sagt man: „Aich gieh en -in- (Hausname)“ und nicht: „Ich gehe zu (Hausname)“, kommt man von dort sagt man: „Aich woar en (Hausname)“ und nicht: „Ich war bei (Hausname)“.
Wollten Jugendliche/Kinder ältere Ortsbewohner ansprechen oder um etwas bitten, wurde auch hier immer der Hausname der betreffenden Person deren sozialen Status vorangestellt. Eine Ansprache/Bitte lautet dann etwa so: „Gehanns Vadder (Babbe, Mudder, Mamme, Oba, Oma, Pädder, Gell oder Goode), aich wold mol freje ob aich main Ball aus aum Goarde lange derf?“ Übersetzt: „Gehanns (Hausname) Vater, ich wollte mal fragen ob ich meinen Ball aus eurem Garten holen darf?“

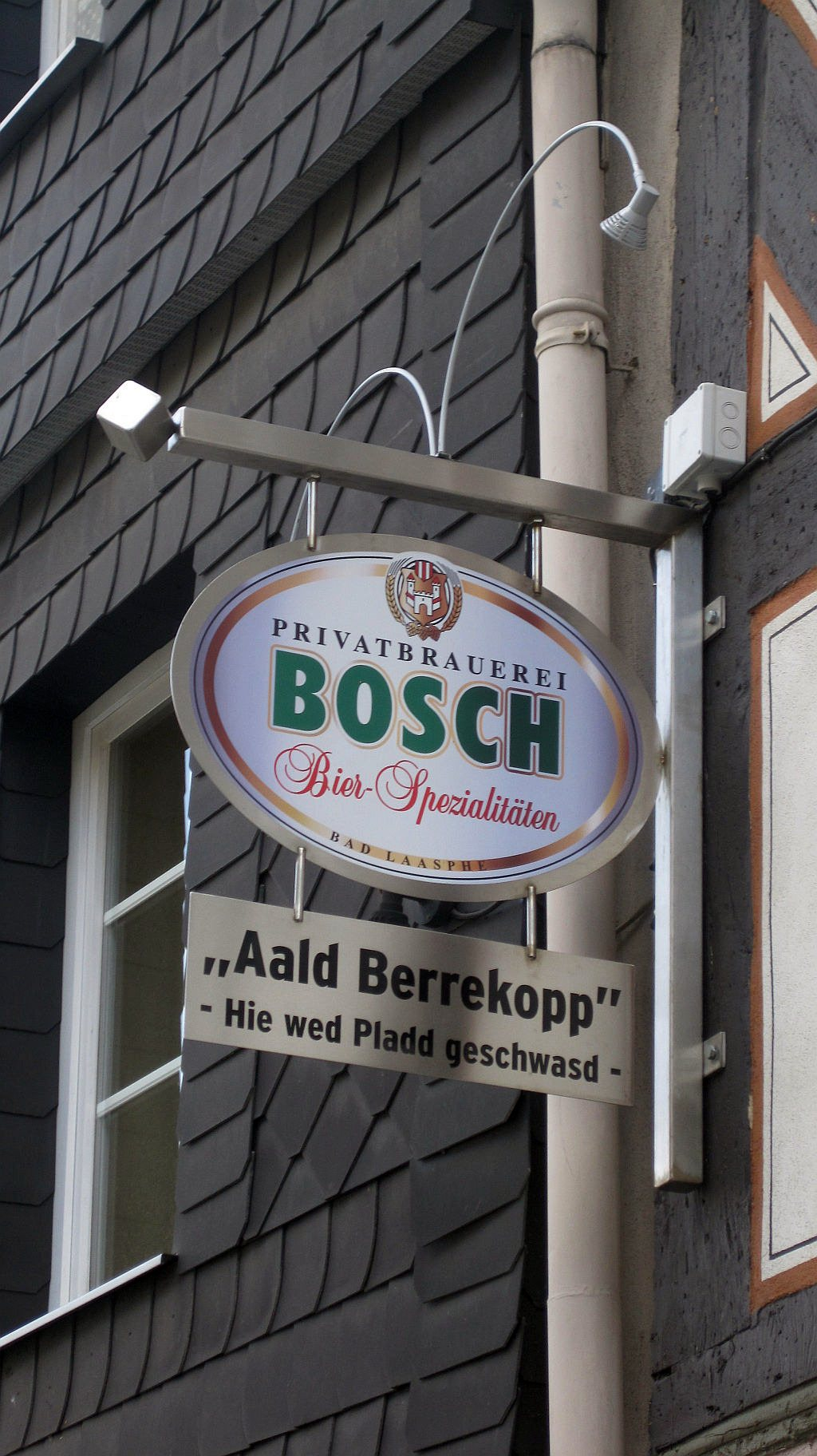
Werbeschild an einer Gaststätte in der Biedenkopfer Stadtgasse

## Ortsnamen
Die Ortsnamen in Hinterländer Platt finden sich in den entsprechenden Ortsartikeln. Sie sind regional geprägt und weichen in der Aussprache oft stark voneinander ab.
Ausgewählte Bezeichnungen umliegender Dörfer und Städte (hier in der Variante aus dem unteren Breidenbacher Grund) sind: Märbärg (Marburg), Dillebärg (Dillenburg), Häjer (Haiger), Ewerschboch (Ewersbach), Eiwelshause (Eibelshausen), Hätzehoa (Hirzenhain), Nanzeboch (Nanzenbach), Hässelboch (Hesselbach), Loase (Bad Laasphe).

## Textbeispiele
Aus dem Gansbachtal (Gönnern):
Wann’s raant, gieh ma heem („Wenn es regnet, gehen wir heim“)
Wann’s nit raant, blaiwe ma häi („Wenn es nicht regnet, bleiben wir hier“)
Raants nit un ma hu ke Lost, gieh ma aach heem („Regnet es nicht und wir haben keine Lust, gehen wir auch heim“)
Raants, breache ma suwisu nit ze blaiwe („Regnet es, brauchen wir sowieso nicht zu bleiben“)
Gieh ma da heem un wesse nit, woas ma da mache sinn („Gehen wir dann heim und wissen nicht, was wir dann machen sollen“)
Kinnte ma jo aach glaisch häiblaiwe („Könnten wir ja auch gleich hierbleiben“)
Feräasgesast es raant nit („Vorausgesetzt es regnet nicht“)
Zum scheinbaren Dialektsterben:
’S es orch schoar, dess die Kenn hau naud mieh richdich platt geschwätze kenn.

### Redensarten und Lebensweisheiten
Redensartenen, Sprichwörter und Lebensweisheiten aus dem südwestlichen Hinterland.:
- Jeder Mann hodd doas Raichd saijer Frää Werrerwädde ze gäwwe, ’s bat em nur naud.
- Geod gefroisteggt spierschde de ganze Doog, geod geschlocht d’s ganze Juhr en geod geheurod d’s ganze Läwe.
- Däij Mensche saij orch verschiede. Der Eh essd gern Handkees, der Ahnere gidd gern en die Kerch.
- Es girre vo alle Sodde, nur kee däij naud esse en drong’ge.
- Wäij Du kimmsd gegange, so weschd Du empfange.
- Bat’s naud, da schodd’s naud.
- Wann’s all ess, häld’s off.
- Sobaal mäijedds de eschde Giggel kreeht, kreehe alle annere met, äch wann’s noch donkel ess.
- En Norr maichd honne’d.
- Wichdich ess, woas henne rauskimmd.
- Henne kimmd raus woas m’r venne nennsteggt.
- Wann m'r naud nenn steggt, kaa m'r äch naud rauslange.
- ’S woar schu immer so, Rabatt we’d immer vierher droffgeschloo.
- Vo henne stäche die Bie.
- Hinnerher ess immer alles ze speed.
- Die Huinger wer’n oweds gezehlt.
- Med de gruße Honn pisse gieh, owwer ’s Bee nidd hugbränge.
- ’S Maul spezze geld naud, gepeffe wärre miss !
- Jedes Dongk hodd sain Platz.
- Jedes Debbche find saij Daiggelche.
- Wersch kaa maichd’s, wersch nidd kaa schwätzd drewwer.
- Die Loij schwätze ohm meesde vo dem, woas se nidd hu.
- Die besste Oart aut ze erlediche ess, ohzefange.
- Oweds wer’n die Faule flaißich.
- ’S gidd naud Besseres wäij aud Geores.
- Nur vom frässe wer’n die Sau fett.
- Jedes Pond gidd derch de Schlond.
- Wer saich sälwer naud gonnd, der gonnd äch d’ Annere naud.
- Vieles erledicht sich vo sälbst, wann mersch en Reoh lessd.
- Wann ewwer Aut schu Groas gewoase es kimmt bestimmt eh domm Rendvieh en freßt’s werre ab.
- ’S ännerd sich naut, wann mersch nidd selwer ännerd.
- D’s Menscheläwe ess wäij en Koihschwanz, der weesd äch immer noch onne, de Er zeo.
- Dem Eh sain Dud, ess em Annere saij Brud.
- ’S Enn vo de Wutz ess de Ohfan’g vo de Wescht.
- Eh Frää ka en ihrer Schetz mieh aus em Haus traa, waij en Mann met zwä Goilsgespanne erenn brängt.
- Wer kee Ziel hodd, kaa äch nidd ohkomme.
- Freje hodd noch nie geschodd.
- Enn doas Loch, wu m’r nennguggt fällt m’r äch enenn.
- Wann die Mäus soat saij schmaiggt dene sogoar d’s Meähl bedder.
- Wer de Loij noochlääft seuhd nur die Ärsch.
- Em ahle Bär kaa m’r nau’mie ’es Daanze baijbränge.
- ’S Domme oh de Dommhäd ess, dess m’r se sälwer nidd merkt.
- Dommhäd es wäij Ukraut, bäres lesst sich nie ganz ausrodde.
- Dommhäd enn Stolz woase off em selwe Holz.
- Wer nidd viel schwäzt hodd mieh Zait zeom Nochdainke.
- ’S gidd Loij, däij misse zeo Allem noch en äjene Fozz losse.
- Je mieh m’r wääs, wääs m’r, dess m’r noch mieh wesse misst.
- Halb so schlemm es schlemm genung’g.
- Schlemmer gidd immer.
- Drägg ziggd Drägg oh en Gerimpel ziggd Gerimpel oh.
- Woas bassiert es, kimmd naut mieh, woarimm’s bassierd es kann werre komme.
- Ohm Ärsch vorbai gidd äch en Weg.
- Aanerschdwu es aanerschdwu ganz aanerschd.
- D’r Eh maichts, d’r Ahnere verlachts, woas maichts. (Spruch an einem Fachwerkhaus)
- Manche Loij hu kee Ahnung, desse se kee Ahnung hu, wovu se kee Ahnung hu.
- Schäbbe Bee saij immer noch besser wäij kee.
- Bergnabb lääft jedermanns Gefährt.
- Die kleenste Pinscher saij die grißte Kläffer.
- En Gescheude kennt saij Grenze, en Domme nidd.
- Wann die Doo ohfange ze lange kimmt de Wender gegange.